# Kurd Janssen
Kurd Janssen (* 1881 in Düsseldorf; † 1953) war ein deutscher Verwaltungsjurist und preußischer Landrat im Kreis Flatow (1916–1929) der Provinz Westpreußen. Er war ein Sohn des Düsseldorfer Historienmalers Peter Janssen sowie Bruder des Mediziners Peter Janssen und des Philosophen Otto Janssen.